# لیردام
لیردام (به هلندی: Leerdam) یک منطقهٔ مسکونی در هلند است که در اترخت واقع شده‌است. لیردام ۱ متر بالاتر از سطح دریا واقع شده‌است.
نقاط دیدنی شهر شامل موزه شیشه و کانال های زیباست. همچنین معروف به پنیر لیردامر است.

## نگارخانه

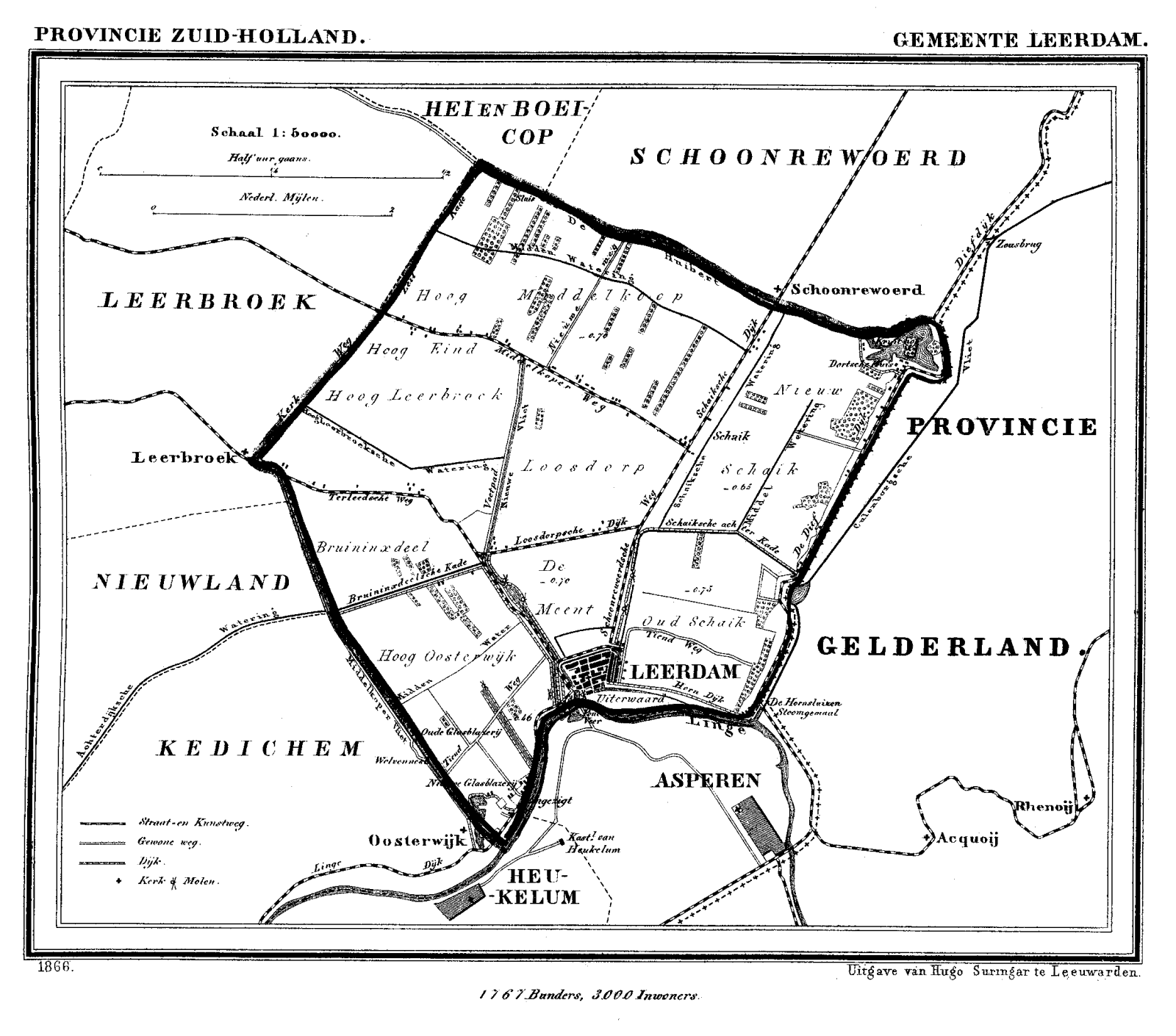
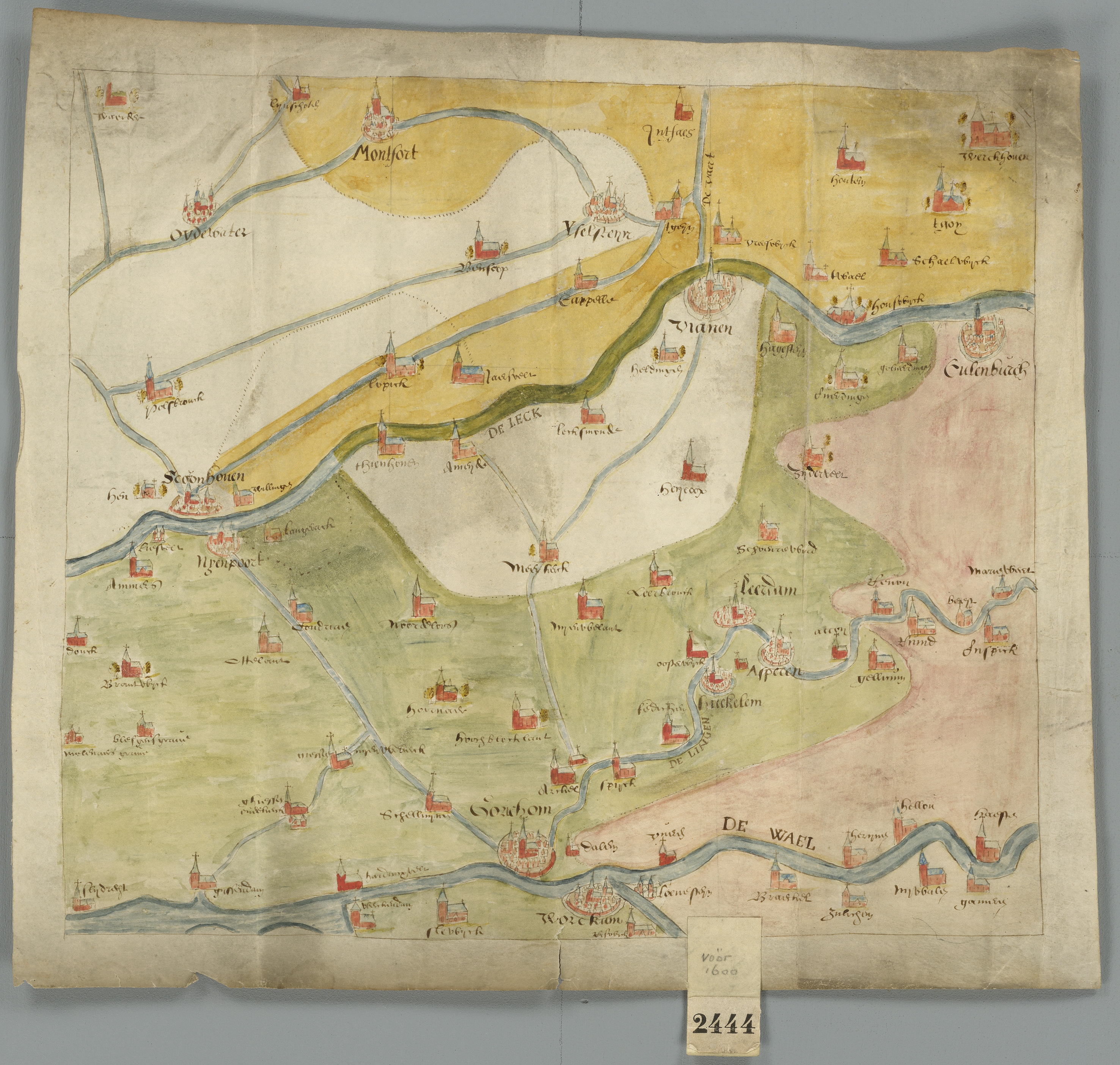
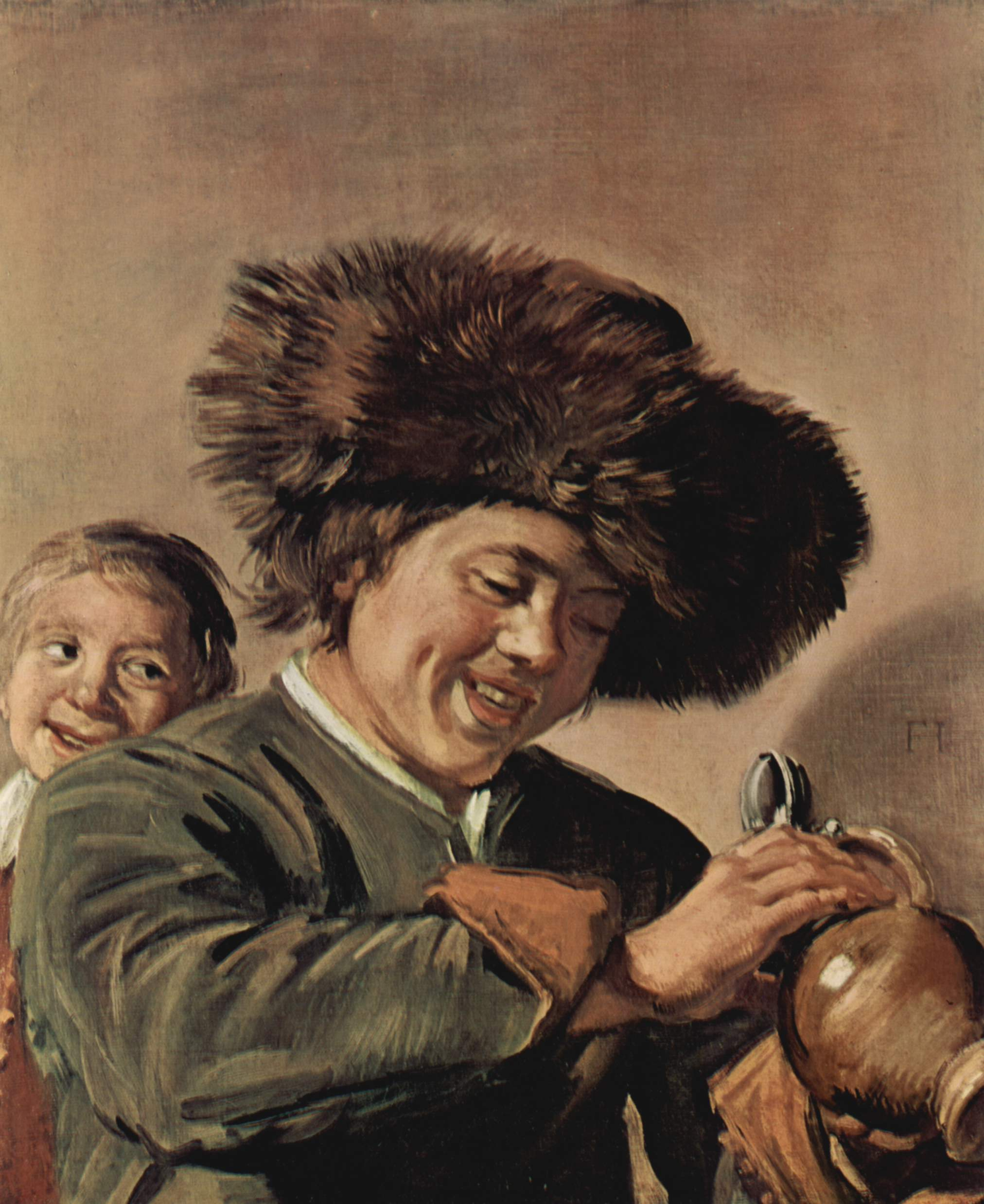